# Distrito del Bajo Subansiri
Bajo Subansiri (en panyabí; ضلع تھلواں سبانسری) es un distrito de India en el estado de Arunachal Pradesh. Código ISO: IN.AR.LB.
Comprende una superficie de 10 135 km².
El centro administrativo es la ciudad de Ziro.

## Demografía

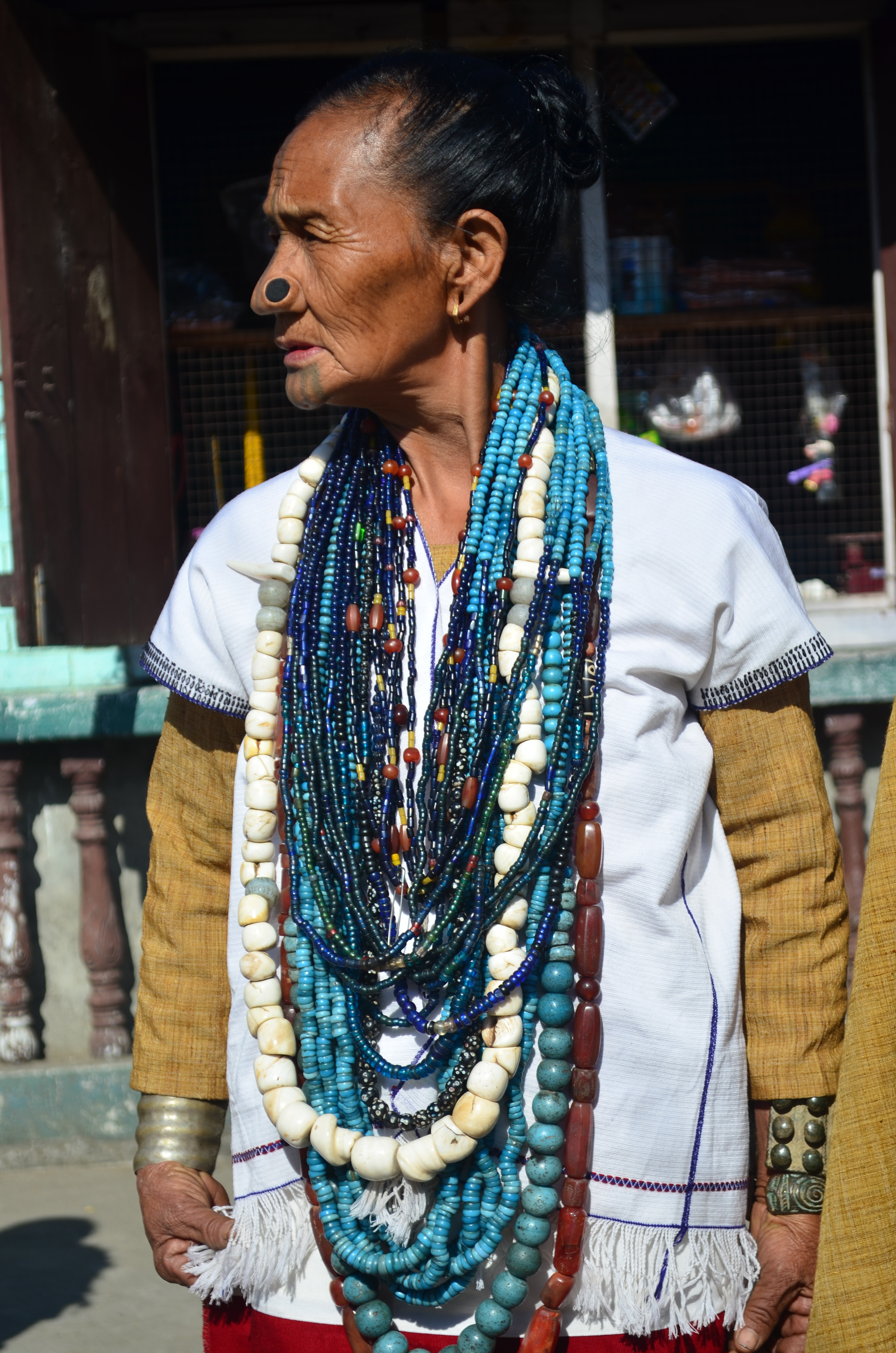
Mujer Apatani con su traje tradicional durante el Festival Festival.

Según censo 2011 contaba con una población total de 82 839 habitantes.